# Markus (Evangelist)

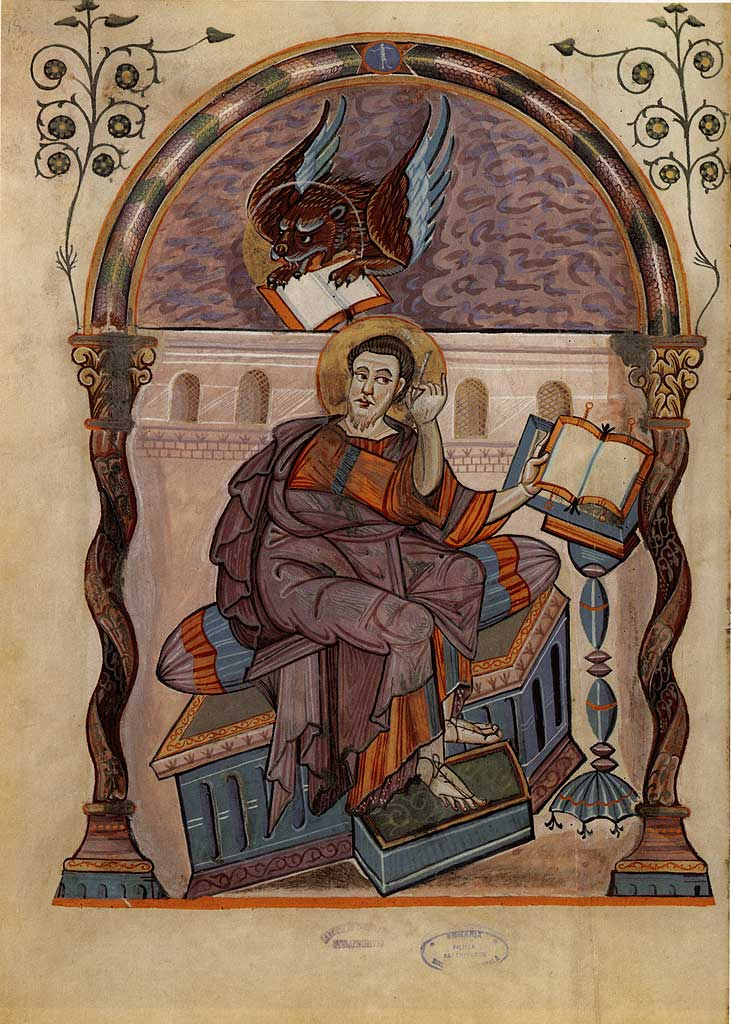
Darstellung des Evangelisten Markus im Lorscher Evangeliar, karolingische Buchmalerei, um 810

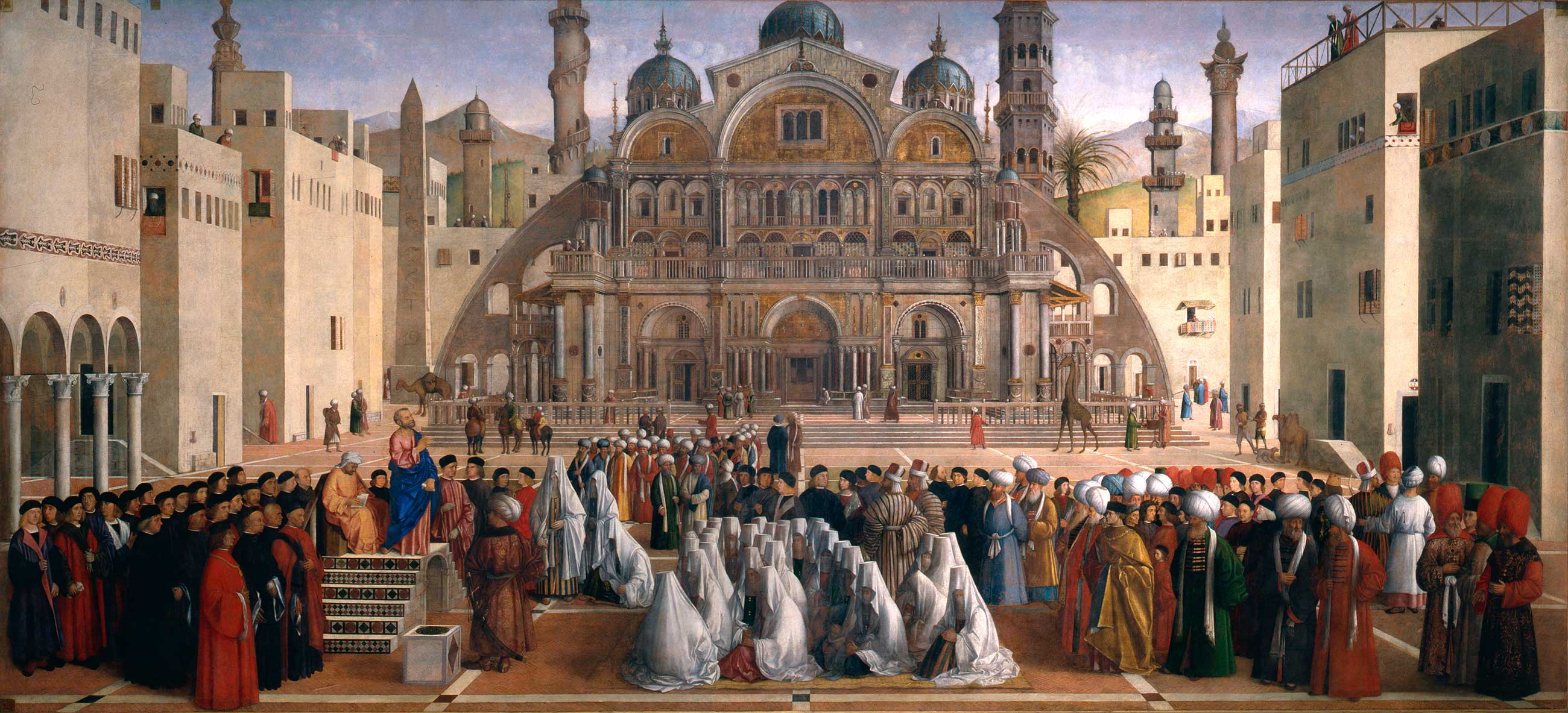
Gentile und Giovanni Bellini Predigt des hl. Markus in Alexandrien, Pinacoteca di Brera

Markus ist der Name, den die altkirchliche Tradition dem Autor des wahrscheinlich ältesten Evangeliums beilegte. Der Evangelist nennt seinen Namen selbst nicht.
Markus bzw. Marcus ist kein jüdischer, sondern ein römischer Name. Wenn in der Fachliteratur der Verfasser des Evangeliums als „Markus“ bezeichnet wird, so ist dies eine Konvention und bedeutet nicht, dass die altkirchliche Markus-Biografie übernommen würde.
Symbol des Evangelisten ist der Markuslöwe.

## Leben
Die altkirchliche Tradition hat die Biografie des Markus aus der Kombination verschiedener Quellen gewonnen: dem Neuen Testament, insbesondere der Apostelgeschichte, und den Kirchenvätern Papias, Eusebius von Caesarea, Hieronymus und Epiphanius. „Sie greift Elemente der Personallegenden auf, wie sie die Schriften des Neuen Testaments selbst enthalten.“

### Neues Testament
Die Identität des Verfassers des Markusevangeliums mit den Namensträgern im Neuen Testament ist umstritten.

#### Mitarbeiter des Paulus
Johannes Markus war ein Judenchrist oder möglicherweise ein Heidenchrist in Jerusalem (Apg 12,12 ) und der Vetter des Barnabas (Kol 4,10 ). Das Haus seiner Mutter Maria wurde später zum Mittelpunkt der Jerusalemer Urgemeinde.
Johannes Markus wurde von Barnabas und Paulus auf die erste Missionsreise mitgenommen (Apg 13,4 ), brach die Mission aber ab und kehrte in Perge in Pamphylien um. Zur zweiten Missionsreise wollte Barnabas Markus wieder mitnehmen, aber Paulus weigerte sich und wählte Silas zum Gefährten, während Barnabas mit Markus nach Zypern fuhr (Apg 15,36–40 ).
Später bestand wieder ein gutes Verhältnis zwischen Paulus und Markus, der während der ersten Gefangenschaft bei Paulus in Rom war (Kol 4,10 , Phlm 24 ) und um dessen Kommen Paulus bei seiner zweiten römischen Haft den Timotheus ausdrücklich bat (2 Tim 4,11 ).

#### Schüler des Petrus
Eine Identifizierung des Johannes Markus mit dem im 1. Petrusbrief genannten Markus ist unsicher und setzt außerdem voraus, dass der Brief vom Apostel Petrus verfasst wurde. Die kirchliche Tradition zieht diese Verbindung und legt somit Rom als Abfassungsort des Markusevangeliums fest. Demnach befindet er sich in Rom bei Petrus (1 Petr 5,13 ), der ihn seinen „Sohn“ nennt. Im Evangelium finden sich aber keine Anzeichen, dass der Verfasser Augenzeuge der irdischen Tage Jesu war.

### Patristische Literatur

#### Schüler des Petrus
Papias berichtete, wofür er sich auf einen Presbyter Johannes berief, dass Markus der Übersetzer des Petrus gewesen sei und die Lehren von Petrus genau niedergeschrieben habe, jedoch nicht in der gleichen Reihenfolge, wie er sie gehört habe. Papias, bzw. sein Gewährsmann, ist dabei nach Meinung des Theologen Joachim Gnilka allerdings von apologetischen Interessen geleitet: „Es geht darum, die Autorität und das Ansehen des ältesten Evangeliums jetzt durch die indirekte Bindung an den Apostel Petrus sicherzustellen.“
Alle weiteren altkirchlichen Autoren sind von Papias abhängig, so dass dieser „letztlich der einzige selbständige Zeuge ist.“ Zu nennen sind hier:
- Irenäus von Lyon,
- Tertullian,
- Clemens von Alexandria,
- Canon Muratori,
- Hieronymus.[3]

#### Bischof von Alexandria
Eusebius, Hieronymus und Epiphanius kennen darüber hinaus die Tradition, dass Markus der Gründer der Gemeinde in Alexandria gewesen sei – als Zeit seiner Ankunft werden die Vierziger- oder Fünfzigerjahre angegeben. Erst Quellen aus dem vierten Jahrhundert (Hieronymus, Eusebius von Caesarea, Markusakten) berichten vom Märtyrertod des Markus in Alexandria am 25. April des Jahres 68. Die koptische Kirche sieht ihn als ihren ersten Papst.
Die Stadt Aquileja hat eine in der Legenda Aurea erwähnte, aber von keinerlei altkirchlichen Quellen bestätigte Überlieferung, dass Markus dort gepredigt und ein zweites, lateinisches Evangelium abgefasst habe.

## Werke
- Nach altchristlicher Tradition: das Evangelium nach Markus.
- Nach alexandrinisch-ägyptischer Tradition: zusätzlich die Liturgie des heiligen Markus (auch als Cyrillus-Liturgie).

## Heiligenverehrung

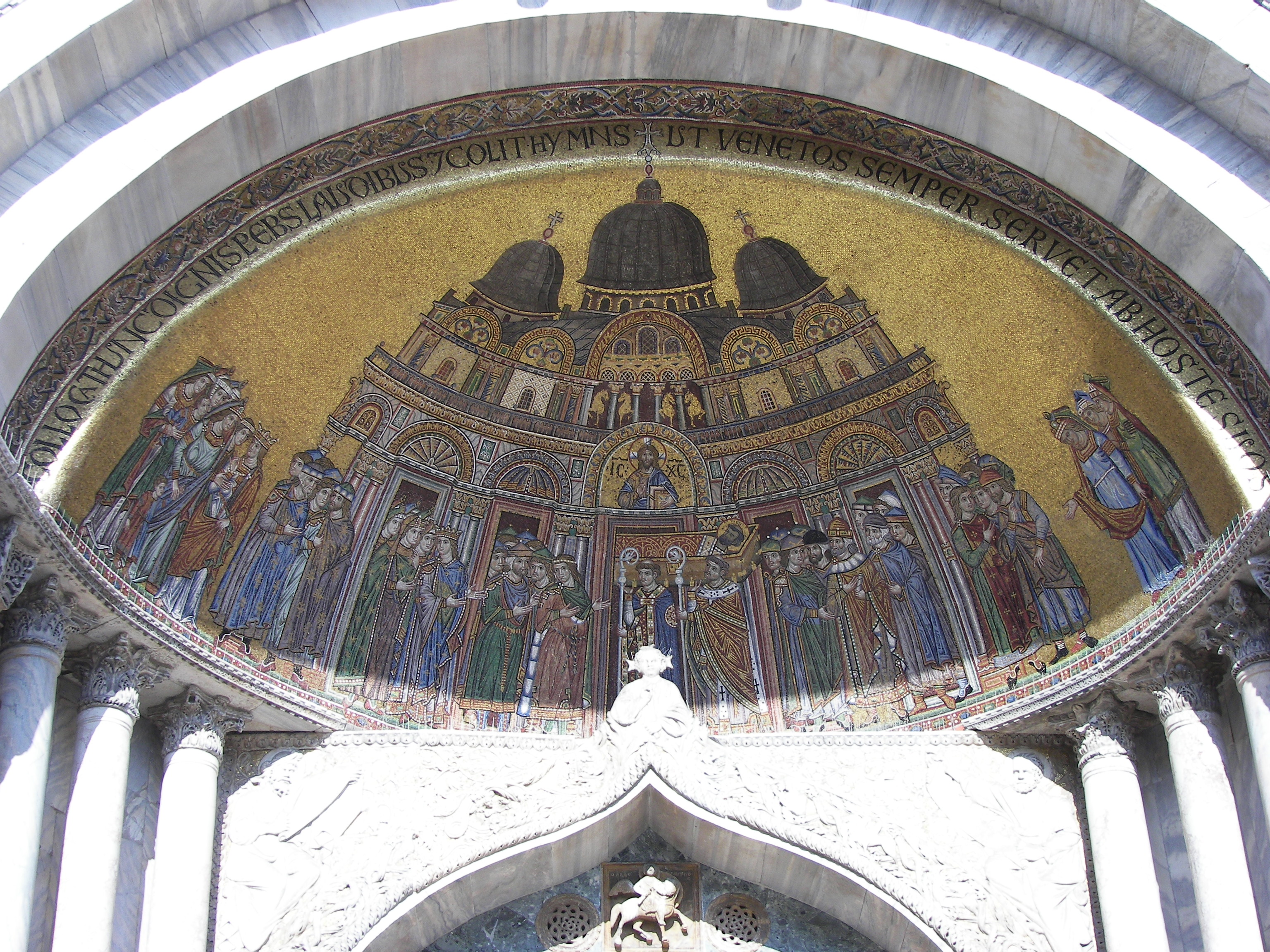
Überführung der Markusreliquien nach San Marco, um 1265, Porta Sant’Alipio, nördl. Portal der Hauptfassade, letztes Bild der Markuslegende

Im Vorwort einiger Vulgataausgaben wird er bezeichnet als „Markus der Evangelist, der in Israel ein priesterliches Amt ausübte, ein Levite von Herkunft“. Vermutlich geht das darauf zurück, dass Johannes Markus ein Vetter des Leviten Barnabas (Apg 4,36 ) war. In Alexandria wurde jahrhundertelang der Mantel des heiligen Markus aufbewahrt, mit dem jeder Bischof bei seinem Amtsantritt bekleidet wurde. Bereits aus dem vierten Jahrhundert wird von Wallfahrten zum Grab des heiligen Markus berichtet.
Nach koptischer Tradition stellte Markus die Heilige Liturgie zusammen, eine der ältesten Liturgien der Kirche, von der die anderen drei orthodoxen Liturgien abstammen. Sie wurde auswendig gelernt und mündlich weitergegeben, bis sie 330 von Athanasius aufgezeichnet und dem ersten Bischof von Äthiopien übergeben wurde. Die Liturgie wurde von Cyril von Alexandria stark erweitert und ist seither als Liturgie des heiligen Cyrill bekannt. Ein Papyrus-Fragment aus dem vierten oder fünften Jahrhundert befindet sich in Straßburg. Mittelalterliche Kopien sind im Besitz des Vatikans, eine Fassung existiert auch in äthiopischer Sprache.

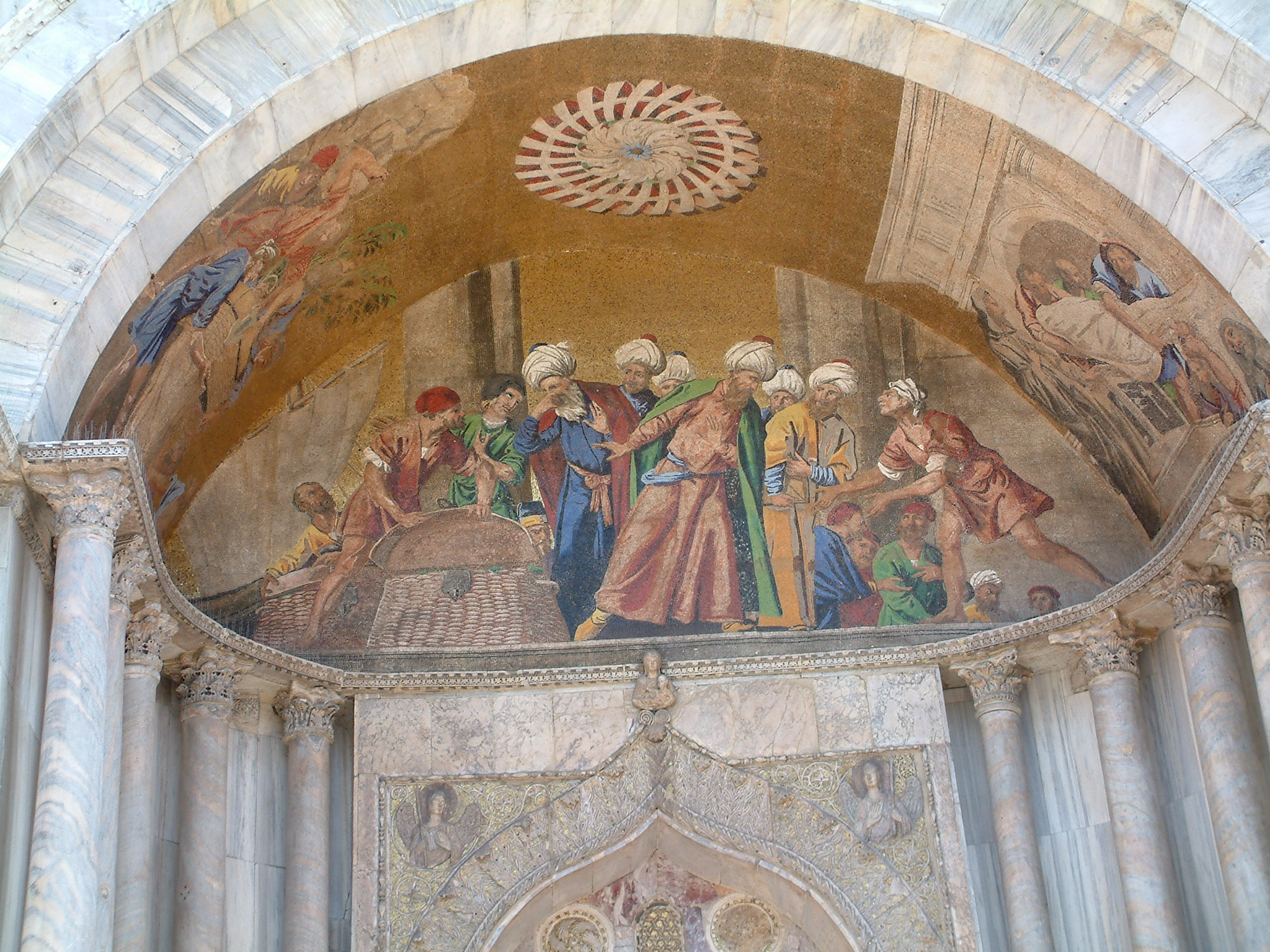
Die Gebeine des hl. Markus werden von zwei Venezianern aus Alexandria geschmuggelt; Mosaik am südlichen Portal von San Marco, erstes Bild der Markuslegende

Am 31. Januar 828 ereignete sich die Ankunft der Gebeine des heiligen Markus in Venedig. Nach der Überlieferung hatten zwei venezianische Kaufleute oder Tribune, Buono di Malamocco und Rustico di Torcello, möglicherweise auf Initiative des Dogen, die Gebeine im ägyptischen Alexandria entwendet, unter gepökeltem Schweinefleisch versteckt und mit dem Schiff nach Venedig entführt. Zur Rechtfertigung diente eine Legende, wonach Markus auf seinen Missionsfahrten die (noch unbewohnte) Lagune von Venedig durchquert habe und dort von einem Engel die Weissagung erhalten habe, hier würden einst seine Gebeine ruhen. Der Gruß des Engels PAX TIBI MARCE EVANGELISTA MEUS Friede dir, Markus, mein Evangelist ist den meisten venezianischen Darstellungen des Markuslöwen beigegeben.
In Venedig baute man ihm zu Ehren die Vorläuferkirche des Markusdoms, die 976 niederbrannte. Die Gebeine des Markus wurden 1094 bei Beendigung des Baus des Markusdoms „wiedergefunden“. Der geflügelte Markuslöwe wurde zum Staatswappen der Republik Venedig, Ausdruck ihres Selbstbewusstseins gegenüber dem Rom des Petrus und dem Frankenreich mit dem Mantel des heiligen Martin und Byzanz des Andreas. Der heutige steinerne Sarkophag unter dem Hauptaltar von San Marco trägt auf Lateinisch die Inschriften Leib des heiligen Evangelisten Markus (Vorderseite) und Es grüßt euch mein Sohn Markus (1 Petr 5,13 ; Rückseite).

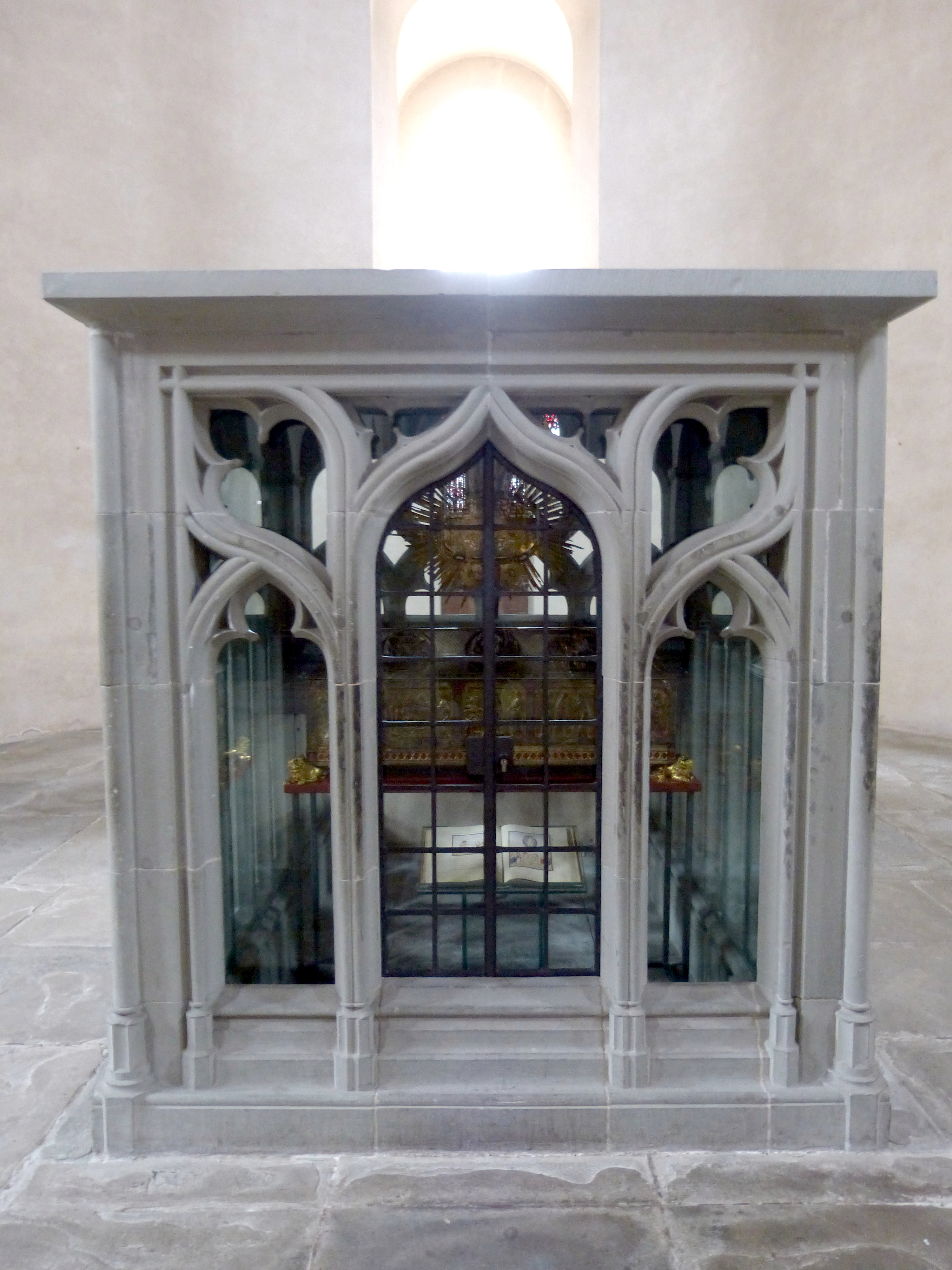
Grab-Altar aus dem 15. Jahrhundert für die Gebeine des Heiligen Evangelisten Markus im Münster St. Maria und Markus auf der Insel Reichenau

830 gelangten die Reliquien des heiligen Markus durch Bischof Radolt von Verona in die Benediktinerabtei Reichenau unter dem Decknamen des Heiligen Valens. Die öffentliche Verehrung der Markusreliquien auf der Insel Reichenau begann im 10. Jahrhundert und erreichte unter Abt Berno einen Höhepunkt mit der Errichtung des Westwerks des Reichenauer Münsters, das dem Heiligen Markus geweiht wurde. Die Reliquien wurden durch die Jahrhunderte von verschiedenen Herrschern verehrt, und der vergoldete Markusschrein, der Szenen aus dem Leben Jesu zeigt, ist ein Zeugnis dieser tiefen Verehrung. Papst Innozenz VIII. bestätigte 1486, dass der Leib des Heiligen Markus wirklich in der Reichenau ruhe. Immer am 25. April wird auf der Insel Reichenau das Fest des Heiligen Evangelisten Markus als Inselfeiertag begangen.
Ein Teil der venezianischen Reliquien wurde 1968 anlässlich der 1900-Jahr-Feier der Gründung der koptischen Kirche an den Patriarchen von Alexandria als Geste guten Willens zurückgegeben und wird seitdem in der päpstlichen Markuskathedrale in Kairo verwahrt.

## Gedenktag
- Katholisch: 25. April (traditionelles Fest im Allgemeinen Römischen Kalender), in Venedig auch 31. Januar (Überführung der Gebeine)
- Evangelisch: 25. April (Gedenktag laut Evangelischem Gottesdienstbuch)
- Anglikanisch: 25. April
- Orthodox: 4. Januar oder 25. April (bei julianischer Kalenderrechnung der 8. Mai des gregorianischen Kalenders[7])

## Bauernregel
Eine dem katholischen Namenstag am 25. April entsprechende Bauernregel lautet „Ist's jetzt um den Markus warm, friert man drauf bis in den Darm.“

## Patronate
Der Heilige ist Schutzpatron der Stadt Venedig, der Bodenseeinsel Reichenau, der ägyptischen Christenheit sowie der Berufe Bauarbeiter, Maurer, Glaser, Korbmacher, Notar und Schreiber. Er wird bei Unwetter, jähem Tod, Blitz, Hagel, Krätze, Qualen angerufen. Zudem soll er zu gutem Wetter und guter Ernte verhelfen.
Mutmaßliche Reliquien des Markus befinden sich außer in Kairo und Venedig auch auf der Insel Reichenau, in Rom, Paris, Cambrai, Tournai und Köln.
Zu Eponymen siehe San Marco.

## Ikonografie

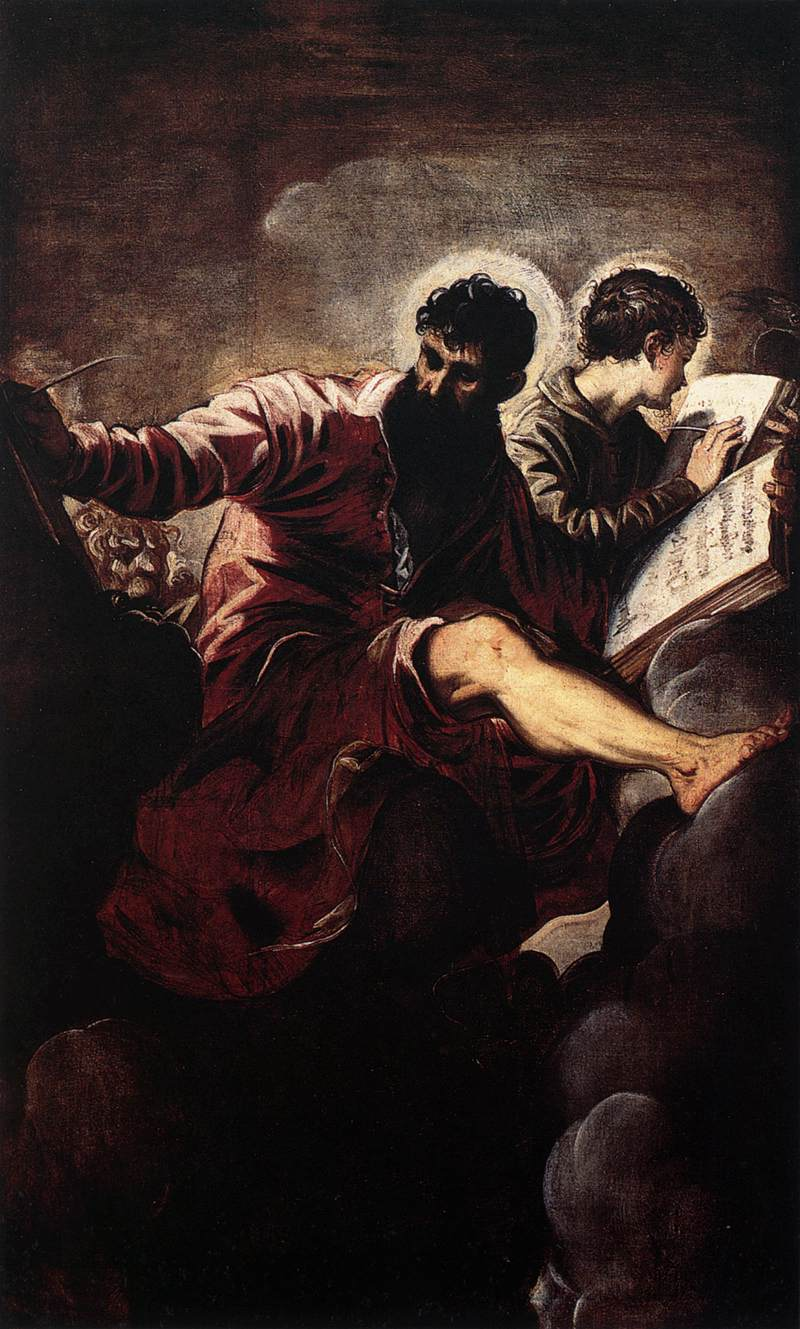
Jacopo Tintoretto: Die Evangelisten Markus (im Vordergrund) und Johannes

Die Attribute der Markusfigur sind stark von der Entstehungszeit der Darstellung abhängig, jedoch wird er häufig als Mann mittleren Alters gezeigt, mit langem Bart, dunklen Haaren und einem kraftvollen Gesicht. Eindeutig als Schreiber eines der Evangelien kennzeichnen ihn fast immer ein Buch (geschlossen oder offen), dazu eventuell eine Feder oder weitere Schreibutensilien. Markus wird wie alle Evangelisten in antikisierender Tracht (Tunika, Toga) dargestellt, die gelegentlich in der Hüfte gegürtet ist.
Die überwiegende Mehrzahl der Abbildungen des Evangelisten findet sich in der Buchmalerei in der Tradition des Autoren- oder Evangelistenporträts (Lorscher Evangeliar). In der monumentalen Kunst tritt er meist in Verbindung mit den übrigen drei Evangelisten auf. Häufig werden die vier Evangelisten über den vier Paradiesströmen abgebildet, dabei ist Markus der Gihon (Nil) zugeordnet. Die bedeutendsten Markuszyklen finden sich im Markusdom in Venedig, wo in monumentalen Mosaiken neben der Heiligenvita auch die „translatio“ der Markusreliquie dargestellt wird.